# JAL Express
JAL Express Co., Ltd. (JEX) (株式会社ジャル エクスプレス Kabushiki-gaisha Jaru Ekusupuresu?), fue una aerolínea de bajo coste con sede en el Osaka Sōgō Building (大阪綜合ビル 'Ōsaka Sōgō Biru'?) en los terrenos de Aeropuerto Internacional de Osaka y en Ikeda, Prefectura de Osaka, Japón, y su base de operaciones principal estaba en el aeropuerto internacional de Osaka. La aerolínea también contaba con oficinas en Tokio en el Japan Airlines Building en Shinagawa, Tokio, Japón. Sus operaciones incluyeron vuelos regulares y no regulares de pasajeros a ocho destinos regionales de Japón. Además, la aerolínea llegó a operar a quince destinos de Japón y dos destinos de la República Popular de China a través de Japan Airlines, bajo acuerdo de wet-lease. Tuvo una flota de 21 Boeing y McDonnell Douglas.
JAL Express fue una filial propiedad de la aerolínea de bandera de Japón, Japan Airlines y fue miembro afiliado de la alianza Oneworld. La aerolínea fue fundada el 1 de abril de 1997, y comenzó a operar con un Boeing 737-400 el 1 de julio de 1998. La aerolínea operó su primer vuelo internacional en mayo de 2009 y fue absorbida por su matriz en 2014.

## Historia

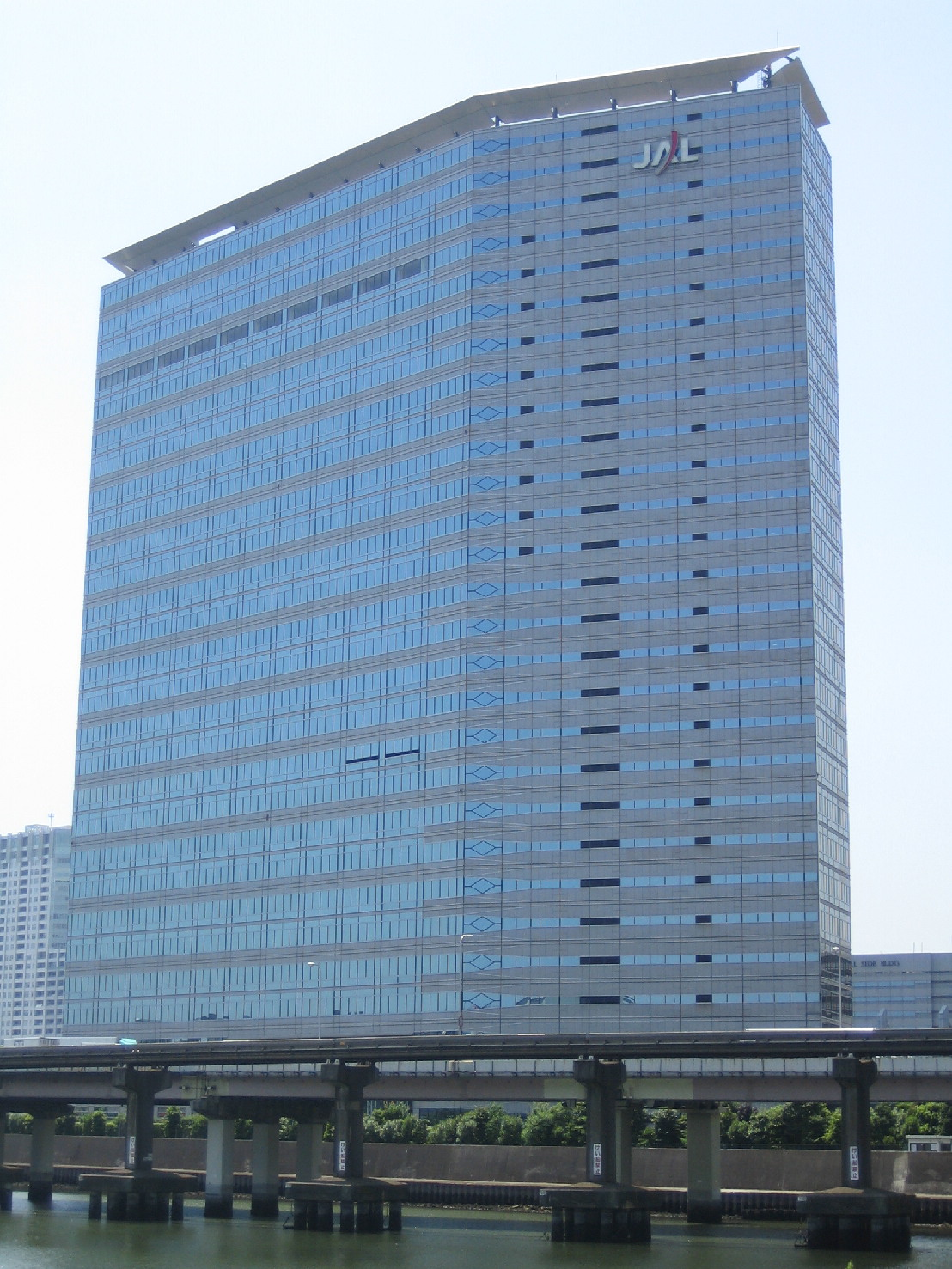
Japan Airlines Building (JALビル, JAL Biru), sede de Japan Airlines en Shinagawa, Tokio – El edificio incluye la sede de JAL Express Tokyo.

JAL Express (JEX) fue fundada el 1 de abril de 1997, como una filial doméstica propiedad de la aerolínea (JAL), con un capital inicial de ¥5.8 millones. La aerolínea opera vuelos regulares de pasajeros a destinos regionales y domésticos de Japón, así como algunos vuelos de baja demanda para JAL bajo acuerdo de wet-lease. Ya se había anticipado que la aerolínea podía entrar a efectuar servicios en el mercado doméstico y en las rutas internacionales de corto radio. El 1 de julio de 1998, JAL Express inició sus operaciones desde Osaka a Miyazaki y Kagoshima con dos Boeing 737-400, con tripulantes no japoneses, y con azafatas con contratos de corta temporalidad. La azafatas de la compañía reciben el apodo de Sky Cast, y entre sus tareas se incluyen la limpieza de cabina de las aeronaves entre vuelos.

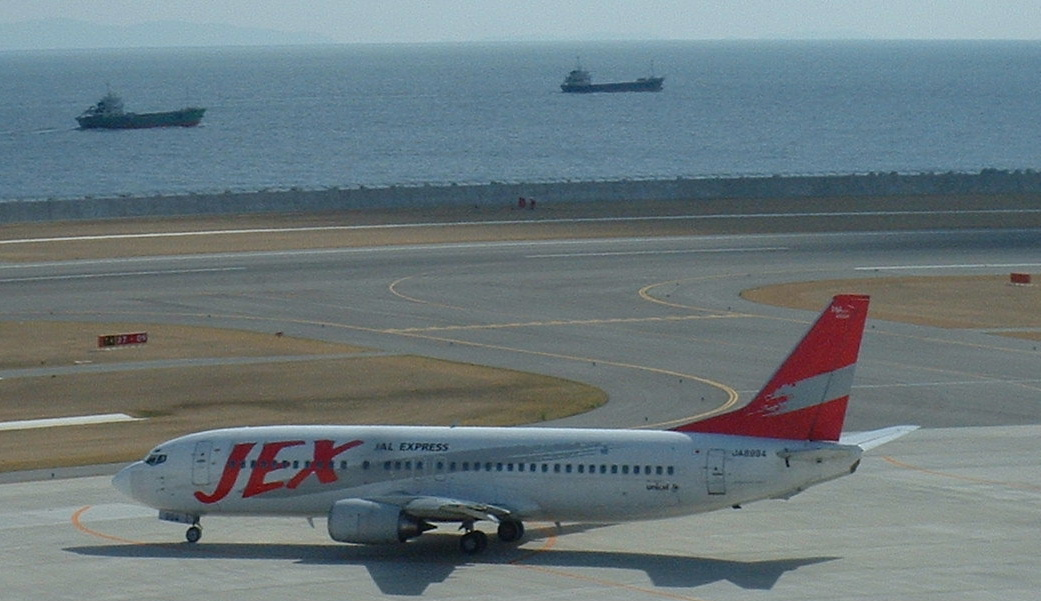
Boeing 737-400 de JAL Express con la antigua librea en el Aeropuerto de Kobe.

La aerolínea celebró su primer millón de pasajeros en junio de 2000 y comenzó las operaciones en wet lease para la matriz, JAL, en diciembre de 2000. El 14 de noviembre de 2002, JAL introdujo un nuevo diseño de avión  - "The Arc of the Sun" - junto con toda la flota de JAL Group. En abril de 2005, el McDonnell Douglas MD-81 fue introducido en la flota, el avión contaba con 163 asientos todos en clase turista. JAL Express se convirtió en miembro afiliado de Oneworld el 1 de abril de 2007, junto con cuatro compañías hermanas, convirtiéndose así en la mayor ampliación de la alianza en su breve historia. El mismo día, la aerolínea celebró su décimo aniversario de fundación.
JAL Express recibió la llegada del nuevo Boeing 737-800 a su flota en enero de 2008 y celebró el décimo aniversario de su primer vuelo en julio de 2008. La aerolínea operó su primer vuelo internacional en mayo de 2009 bajo un acuerdo de wet-lease con JAL. En 2014 volaba a Hangzhou y Shanghái desde Osaka (Kansai); y Hangzhou desde Tokio (Narita). El operador finalizó sus operaciones el 30 de septiembre de 2014 después de integrarse por completo en Japan Airlines.

## Destinos

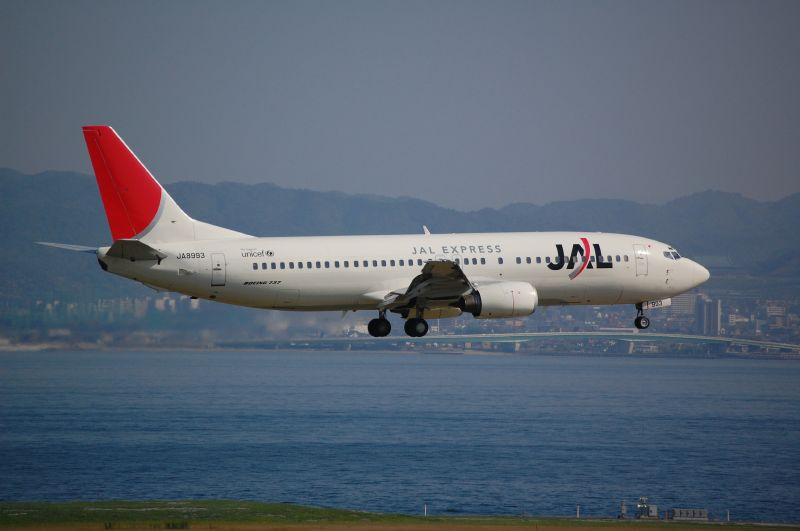
Boeing 737-400 de JAL Express en librea "Arc of the Sun".

JAL Express operaba a los siguientes destinos (a 8 de septiembre de 2009):
- Japón
  - Amami Ōshima – Aeropuerto de Amami
  - Iwate-Hanamaki – Aeropuerto de Hanamaki
  - Kagoshima – Aeropuerto de Kagoshima
  - Kumamoto – Aeropuerto de Kumamoto
  - Miyazaki – Aeropuerto de Miyazaki
  - Nagoya – Aeropuerto Internacional Chūbu Centrair
  - Osaka – Aeropuerto Internacional de Osaka Base de operaciones
  - Sendai – Aeropuerto de Sendai

### Acuerdo de wet-lease

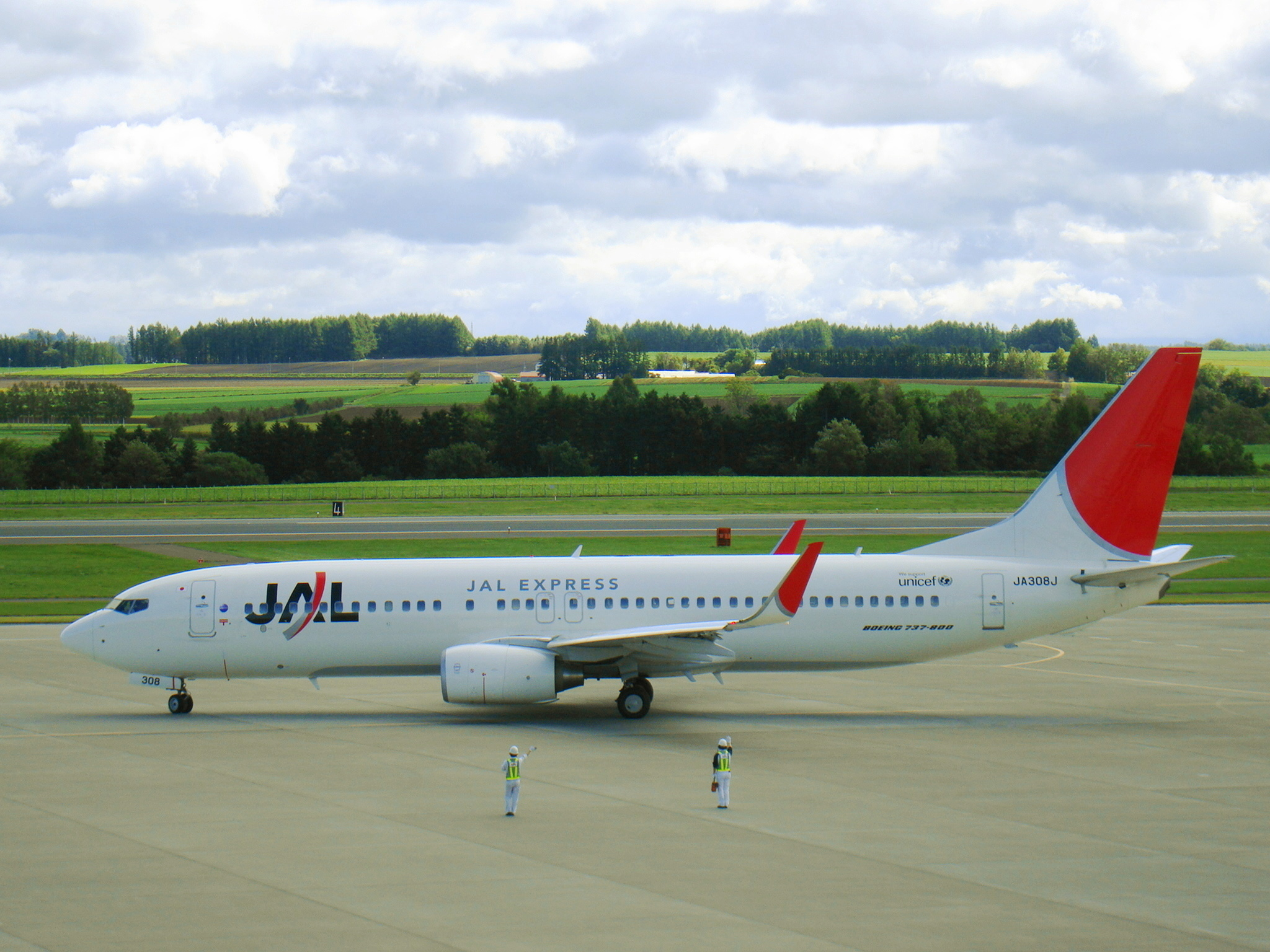
Boeing 737-800 de JAL Express en el Aeropuerto de Memanbetsu.

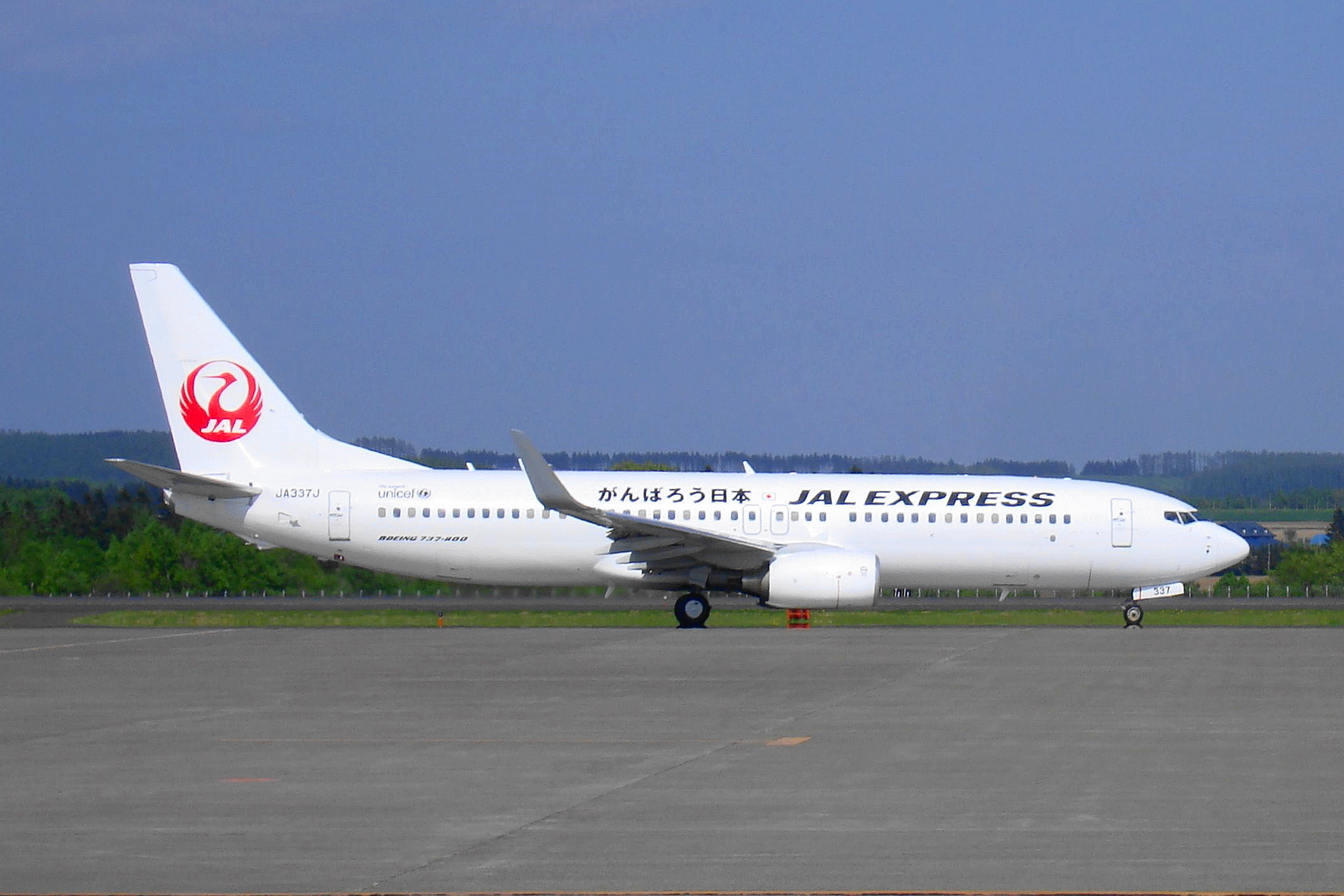
Boeing 737-800 de JAL Express en el Aeropuerto de Memanbetsu. Nuevo logotipo de JAL.

Además de los vuelos regulares normales de pasajeros, JAL Express también operó a los siguientes destinos en nombre de Japan Airlines, bajo un acuerdo de wet-lease.
- China
  - Hangzhou – Aeropuerto Internacional de Hangzhou Xiaoshan
  - Shanghái – Aeropuerto Internacional de Shanghái Pudong
- Japón
  - Akita – Aeropuerto de Akita
  - Amami Ōshima – Aeropuerto de Amami
  - Fukuoka – Aeropuerto de Fukuoka
  - Iwate-Hanamaki – Aeropuerto de Hanamaki
  - Izumo, Shimane – Aeropuerto de Izumo
  - Kagoshima – Aeropuerto de Kagoshima
  - Kitakyūshū – Aeropuerto de Kokura
  - Kobe – Aeropuerto de Kobe
  - Kōchi – Aeropuerto de Kōchi Ryōma
  - Kumamoto – Aeropuerto de Kumamoto
  - Matsuyama – Aeropuerto de Matsuyama
  - Memanbetsu – Aeropuerto de Memanbetsu
  - Miyazaki – Aeropuerto de Miyazaki
  - Nagoya – Aeropuerto Internacional Chūbu Centrair
  - Niigata – Aeropuerto de Niigata
  - Okayama – Aeropuerto de Okayama
  - Okinawa – Aeropuerto Naha
  - Osaka
    - Aeropuerto Internacional de Kansai
    - Aeropuerto Internacional de Osaka

  - Tokushima – Aeropuerto de Tokushima
  - Sapporo – Aeropuerto New Chitose
  - Sendai – Aeropuerto de Sendai
  - Tokio
    - Aeropuerto Internacional Narita
    - Aeropuerto Internacional de Tokio

  - Yamaguchiube – Aeropuerto de Yamaguchi Ube

### Antiguos destinos
- Japón – Hakodate, Ōita[6][10]

## Flota

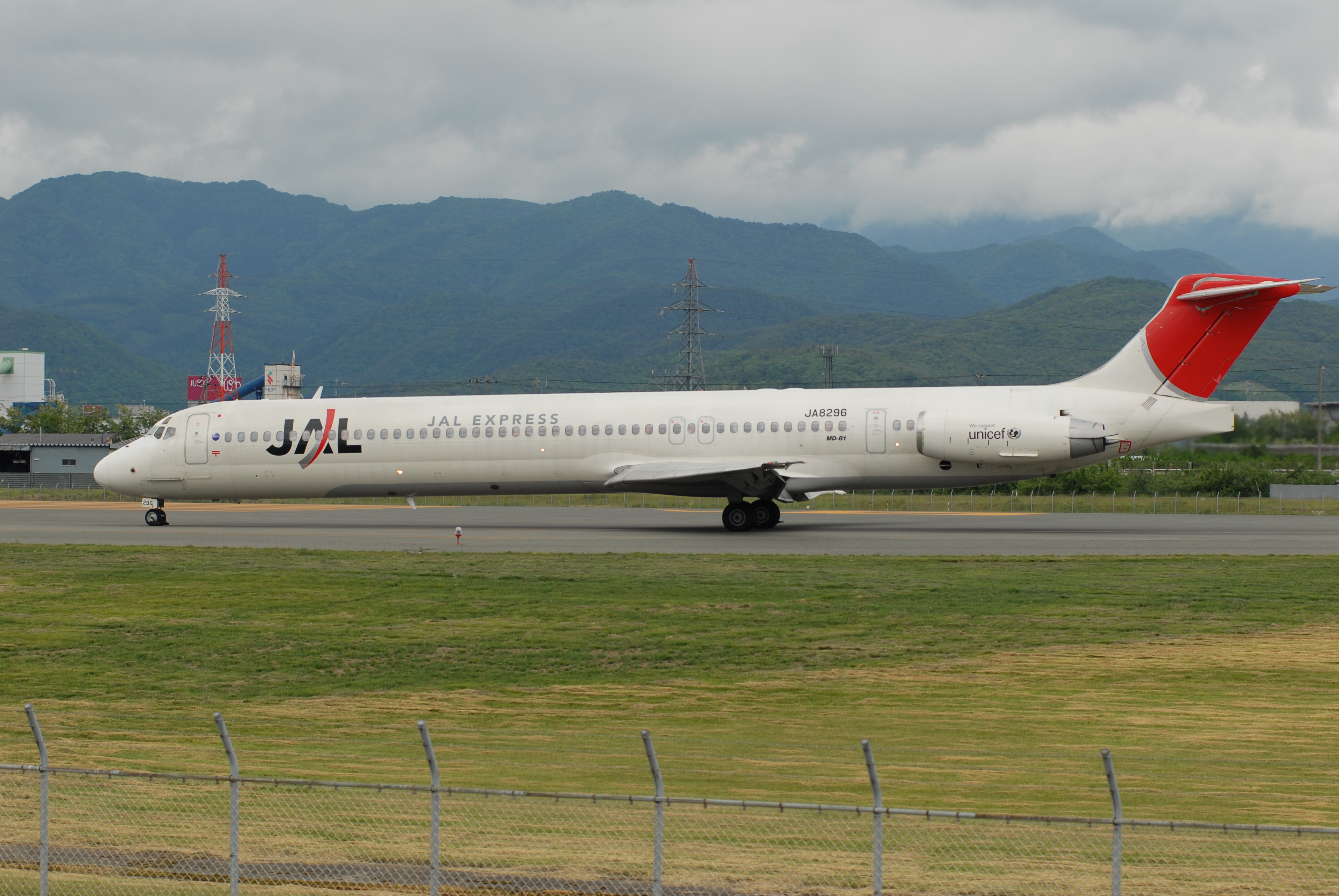
McDonnell Douglas MD-81 (JA8296) de JAL Express.

JAL Express operó veintiuna aeronaves de fuselaje estrecho, con una configuración de dos clases de servicio (class J y Clase turista) o con una sola clase de servicio (Clase turista).